# Roberto Meli Piralla
Roberto Meli Piralla (Roma, Italia, 1938) es un ingeniero civil, investigador, catedrático y académico italiano. Se ha especializado en ingeniería estructural y en el diseño sísmico de las estructuras.
En 2020 fue elegido miembro de la Academia Nacional de Ingeniería por promover la conservación de estructuras históricas y mejorar la seguridad sísmica de estructuras de hormigón, mampostería y adobe en todo el mundo.

## Estudios y docencia
Se estableció en México en 1957, cursó la carrera de ingeniero civil en la Facultad de Ingeniería de la Universidad Nacional Autónoma de México (UNAM).  Fue discípulo de Luis Esteva Maraboto, Francisco Robles y Roger Díaz de Cossío.
Desde 1964 ha impartido cátedra de Ingeniería Estructural en su alma mater y ha sido coordinador del posgrado de Ingeniería Sísmica.  Ha impartido cursos y conferencias en varios centros educativos de México y otros países. Ha sido profesor visitante en la Universidad de Texas y en el Politécnico de Milán. Es miembro del Comité Académico del Posgrado en Urbanismo y dirige el Subcomité Académico de Ingeniería Civil del Programa de Posgrado en Ingeniería de la UNAM.

## Investigador y académico
En 1967 inició su labor como investigador en el Instituto de Ingeniería de la UNAM. Participó en diversas obras que se construyeron con motivo de los Juegos Olímpicos de México 1968. Después del terremoto de México del 19 de septiembre de 1985 coordinó los trabajos para evaluar los efectos que tuvieron lugar sobre las estructuras del valle de México. Colaboró en el Subcomité de Normas y Procedimientos de Construcción del Comité de Reconstrucción del Área Metropolitana y en el Comité Asesor de Seguridad Estructural del Gobierno del Distrito Federal.
Ha participado en varios proyectos del Metro de la Ciudad de México,  en la construcción de vías elevadas de la misma ciudad, en el Viaducto Bicentenario del Estado de México, en la rehabilitación del sistema de drenaje profundo y en el proyecto del Túnel Emisor Oriente de la zona metropolitana del Distrito Federal. Ha colaborado en los proyectos de las plataformas petrolíferas de la sonda de Campeche.
En cuanto a la rehabilitación estructural, ha colaborado en los proyectos de la Catedral Metropolitana de la Ciudad de México, el Monumento a la Revolución, el Palacio de Bellas Artes, el Palacio Nacional, la iglesia de Santo Domingo, la iglesia de San Francisco, así como del antiguo templo de Corpus Christi y del templo de San Agustín en Zacatecas. Del monumento a la Independencia, del monumento a Cuauhtémoc.
Ha colaborado como consultor del Banco Mundial, de la Comisión Económica para América Latina y el Caribe (CEPAL), del Banco Interamericano de Desarrollo (BID) y de la Fundación Getty. Es miembro del Consejo Nacional de Monumentos, del Consejo Internacional de Monumentos y Sitios (ICOMOS) y del Consejo Consultivo de Ciencias de la Presidencia de la República. Fue presidente de la Sociedad Mexicana de Ingeniería Sísmica y vicepresidente de la Asociación Internacional de Ingeniería Sísmica. Fue director general del Centro Nacional de Prevención de Desastres.

## Obras publicadas
Ha publicado más de 160 artículos de investigación y difusión; asimismo, es autor de libros de diseño estructural. Entre sus títulos se encuentran:
- Diseño sísmico de edificios
- Compartamiento sísmico de muros de mampostería
- Pandeo lateral de elementos de concreto reforzado
- Diseño estructural
- Ingeniería estructural de los edificios históricos en 1999.

## Premios y distinciones
- Premio “Nabor Carrillo Flores” a la Investigación por el Colegio de Ingenieros Civiles de México en 1982.
- Premio Universidad Nacional en el área de Innovación Tecnológica por la Universidad Nacional Autónoma de México (UNAM) en 1991.
- Premio Nacional de Ciencias y Artes en el área de Tecnología y Diseño otorgado por la Secretaría de Educación Pública en 1991.
- Investigador Emérito por el  Instituto de Ingeniería de la UNAM desde 2003.
- Reconocimiento por el Gobierno del Distrito Federal.
- Premio Nacional de Protección Civil por el Secretaría de Gobernación de México.
- Premio Nacional de Ingeniería Civil otorgado por el Colegio de Ingenieros Civiles de México en 2011.[5]